# Myoxocephalus incitus
Myoxocephalus incitus és una espècie de peix pertanyent a la família dels còtids.

## Descripció
- Fa 20 cm de llargària màxima.[4][5]

## Hàbitat
És un peix marí, demersal i de clima temperat.

## Distribució geogràfica
Es troba al Pacífic nord-occidental: Prefectura d'Aomori (el Japó).

## Observacions
És inofensiu per als humans.